# Okres Nowy Dwór Mazowiecki
Okres Nowy Dwór Mazowiecki (polsky Powiat nowodworski) je okres v polském Mazovském vojvodství. Rozlohu má 691,65 km² a v roce 2020 zde žilo 79 265 obyvatel. Sídlem správy okresu je město Nowy Dwór Mazowiecki.

## Odkazy

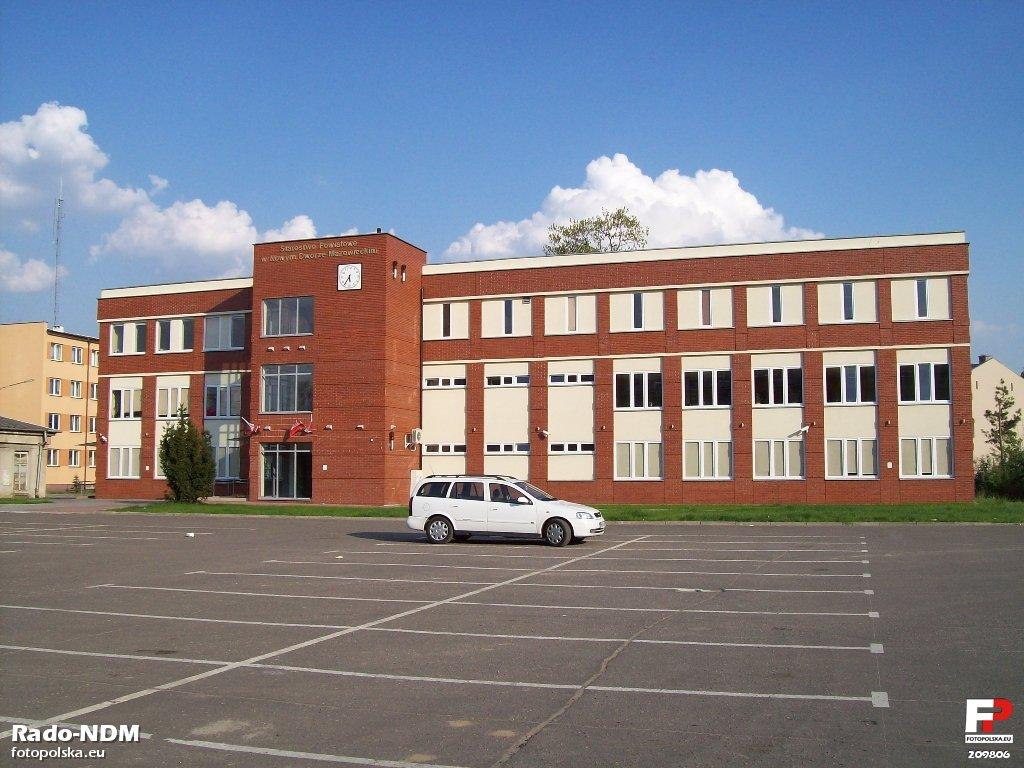
Okresní úřad, Nowy Dwór Mazowiecki

## Gminy
Městská:
- Nowy Dwór Mazowiecki

Městsko-vesnická:
- Nasielsk
- Zakroczym

Vesnické:
- Czosnów
- Leoncin
- Pomiechówek

## Města
- Nowy Dwór Mazowiecki
- Nasielsk
- Zakroczym

## Demografie
Počet obyvatel (informace z 30. června 2005):
|         | Celkem | Celkem | Ženy  | Ženy  | Muži  | Muži  |
|         | Osob   | %      | Osob  | %     | Osob  | %     |
| ------- | ------ | ------ | ----- | ----- | ----- | ----- |
| Celkem  | 75742  | 100    | 38826 | 51,26 | 36916 | 48,74 |
| Město   | 38250  | 100    | 19825 | 26,17 | 18425 | 24,33 |
| Vesnice | 37492  | 100    | 19001 | 25,09 | 18491 | 24,41 |